# Daniel Bernal Suárez
Daniel Bernal Suárez (Tenerife, 1984) es un escritor, crítico literario y gestor cultural español.

## Trayectoria
Ha publicado los poemarios Escolio con fuselaje estival (2011), Corporeidad (2012, Premio Internacional de Poesía Luis Feria), Odiana (2014), El tiempo de los lémures (2014, Premio de Poesía Pedro García Cabrera) y Meditaciones del pez austral (2020, Premio Nuevas Escrituras Canarias), así como el volumen de microrrelatos Manual de crucificciones (2019). Su obra poética y narrativa también ha sido galardonada en certámenes como el Premio de Poesía Ciudad de Tacoronte, Félix Francisco Casanova o Cruzarte.
Textos suyos –críticos y de creación– han sido publicados en una veintena de medios y revistas especializadas de España e Hispanoamérica como Revista Literaria de la Academia Canaria de la Lengua, Cuadernos del Ateneo, Vallejo & Co., Cuaderno ático, Espéculo, Piedra y cielo, Fogal, Círculo de Poesía, Culturamas, Letralia, Plesiosaurio, Brevilla y Piedra y nido, entre otras.
Ha sido incluido en las antologías Muestra de poesía canaria (realizada por el traductor Mario Domínguez Parra para la revista Círculo de Poesía), Identikit. Muestra de poesía española reciente (a cargo del poeta y traductor Rafael José Díaz), Poesía Canaria Actual (1960-1992) (debida a Cecilia Domínguez Luis) y El pescador de letras (selección  del escritor Félix Hormiga).
Dirige la revista literaria de creación y crítica La Salamandra Ebria. 
Ha impartido talleres de creación literaria en instituciones públicas, centros escolares y espacios culturales privados. También ha dado ponencias y talleres en festivales como el Festival Índice, Festival Santa Cruz Horror Fest, Festival Encuentros en el Mal o el Simposio Canario de Minificción (ULL).
Fue presidente de la Sección de Literatura y Teatro del Ateneo de La Laguna en el bienio 2017-2018 y ha ejercido labores de producción en distintos festivales de Canarias.

## Valoraciones
Aunque puede apreciarse una evolución a través de los distintos poemarios del autor, su obra poética entera está marcada por la reflexión en torno a las posibilidades del lenguaje como medio expresivo y los límites del conocimiento. Otra constante que aflora en libros como Escolio con fuselaje estival y que recorre también las páginas de Corporeidad y Odiana, es la visión del mundo como cuerpo, y la exploración de su materialidad por la vía de lo sensorial como respuesta al sin sentido de la existencia. A propósito de esta visión en el libro Escolio con fuselaje estival, el escritor Antonio Arroyo Silva sostiene que «si todo era la búsqueda de lo inefable (…) en este poemario de Daniel Bernal Suárez lo inefable deviene carnalidad». A su vez, el escritor y crítico Daniel María decía de su segundo libro, Corporeidad, que: «El cuerpo es aquí la materia de la que parte su singular recreación del hecho poético como acto de amor y de sabiduría».
El poeta Rafael-José Díaz escribió sobre la obra poética de Daniel Bernal Suárez lo que sigue: 

La poesía de Daniel Bernal Suárez parece escrita con huesos en vez de con palabras, huesos que son letras y que contienen toda una memoria ancestral e incluso biológica de aquello que quiere decirse y se resiste a las palabras. El ser se transforma en el mundo, y este territorio, mezcla de descomposición e iridiscencia, abismo del tiempo que, como la baba del caracol, se borra sobre sus mismas huellas, es un mapa que se parece también a cualquiera de nuestros rostros.
Rafael-José Díaz

El poeta Óscar Pirot ha dicho sobre Escolio con fuselaje estival, primer libro de Daniel Bernal Suárez: «Los temas del tiempo, el pensamiento, la disgregación de la conciencia, la aprehensión del mundo, la muerte, el erotismo, se van sucediendo a modo de disolvencias articuladas». Y añade sobre las referencias biológicas y científicas en general que aparecen: «Daniel incorpora al lenguaje poético las nomenclaturas biológicas y científicas liberándolas de sus conceptos y dándoles una nueva vida a través del lenguaje. Esta es sin duda una de las labores principales de la poesía: reavivar las palabras mediante ellas mismas».
Sobre El tiempo de los lémures, el escritor Yeray Barroso aporta algunas coordenadas al decir que «El tiempo de los lémures se afianza en la expulsión y la huida. Partiendo de una cita de Guillermo Sucre: “y lo vivo todo como si ya fuera memoria del exilio”, Bernal establece un juego dual entre el lémur animal y el lémur de la mitología: lo hace habitar entre la naturaleza y la noche, entre la vida y los fantasmas».
El libro Manual de crucificciones supone la primera incursión de Daniel Bernal Suárez en la narrativa a través de un conjunto de 77 microrrelatos que exploran tonos y modos ausentes en su poesía. En efecto, en Manual de crucificciones tanto la ironía como el humor negro están muy presentes como mecanismos de desmontaje crítico de determinadas realidades de nuestro mundo contemporáneo. También cabe destacar una veta surrealizante, tal como ha señalado la escritora Cecilia Domínguez Luis: «en muchos de estos relatos se observa la influencia de los surrealistas, sobre todo de Agustín Espinosa y Gutiérrez Albelo, pero también de Borges, de Max Aub, sin olvidar a Kafka». O también ha sostenido Domínguez Luis que: «Podríamos decir que Manual de crucificciones es un libro que habla de nuestras obsesiones, incluso de las más extrañas o inconfesables, donde hay muchos mensajes entre líneas que requieren la complicidad del lector».

## Premios
- Premio de Poesía Ciudad de Tacoronte (2008) por su obra Siete nidos incluido posteriormente en el poemario Escolio con fuselaje estival (2011).
- Premio Internacional de Poesía Luis Feria (2011) por su obra Corporeidad (2012).
- Premio de Poesía Pedro García Cabrera (2013) por su obra El tiempo de los lémures (2014).
- Nuevas Escrituras Canarias 2019 por su obra Meditaciones del pez austral (2020).

## Obra

### Narrativa
- Manual de crucificciones. Ediciones Idea, 2019.

### Poesía
- Escolio con fuselaje estival. Ediciones Idea, 2011.
- Corporeidad. Universidad de La Laguna, 2012.
- Odiana. Fundación Mapfre Guanarteme, 2014.
- El tiempo de los lémures. Fundación CajaCanarias, 2014.
- Meditaciones del pez austral. Gobierno de Canarias, 2020.

### Antologías
- Muestra de poesía canaria, por Mario Domínguez Parra. Revista Círculo de Poesía, 2013.
- Poesía canaria actual (1960-1992), por Cecilia Domínguez Luis. Ediciones de La Manzana Poética, 2016.
- Identikit. Muestra de poesía española reciente, por Rafael-José Díaz. Vallejo & Co., 2016.
- El pescador de letras. Antología Canarias en letras, por Félix Hormiga. Fundación Mapfre Guanarteme, 2019.

### Ensayos (capítulos de libros)
- La gruta infinita. Thomas Bernhard, espeleólogo de miniaturas, en Dentro de la piedra. Ensayos sobre minificción y antología. Servicio de Publicaciones de la Universidad de La Laguna, 2019.
- «Yo solo tengo memoria de este barro»: una lectura subversiva de las referencias religiosas judeocristianas presentes en la poesía de Cecilia Domínguez Luis, en 20 escritoras canarias del siglo XX: de la invisibilidad al reconocimiento. Ediciones La Palma, 2019.
- La palabra naciente. Algunas notas sobre la joven poesía canaria, en Poesía canaria actual. Antología 1960-1992, La manzana poética, 2016.
- Fetasa reload: transgresión y mito, en las Actas del Primer Encuentro de Joven Crítica Canaria, Ateneo de La Laguna, 2015.